# Genroku Ryōran
Genroku Ryōran é uma série em Taiga drama que conta a história do 47 ronin de Ako e sua vingança contra Kira Yoshinaka. Genroku Ryōran é um ambicioso remake deste clássico épico da história japonesa, que aponta um entendimento da cultura japonesa.

## Elenco
- Nakamura Kanburo (中村勘三郎) é Oishi Kuranosuke Yoshio
- Matsudaira Ken
- Ishizaka Koji
- Miyazawa Rie
- Otake Shinobu
- Kyo Machiko
- Yoshida Eisaku
- Minami Kaho
- Higashiyama Noriyuki
- Akasaki Akira
- Hagiwara Kenichi
- Aikawa Kinya
- Suzukaze Mayo
- Suzuki Sawa
- Murai Kunio
- Sagawa Tetsuro
- Kondo Masaomi
- Murakami Hiroaki
- Shinohara Ryoko
- Hirota Reona
- Unno Keiko
- Suzuki Honami
- Sasai Eisuke
- Kataoka Tsurutaro
- Ishii Rasaru
- Kunimoto Takeharu
- Abe Hiroshi
- Muta Teizo
- Hashizume Jun
- Uchida Shigehiro
- Yamaguchi Takashi
- Reizei Kimihiro
- Tohno Eishin
- Takuma Shin
- Yamanaka So
- Ryu Raita
- Natsuki Mari
- Adachi Yumi
- Nakamura Umenoshuke
- Yamamoto Gaku
- Igawa Hisashi
- Sugimoto Tetta
- Miura Koichi
- Ogura Hisahiro
- Katsurayama Shingo
- Imai Tsubasa
- Musaka Naomasa
- Ikari Koji
- Kawabe Kyuzo
- Kajiura Akio
- Uchida Shigehiro
- Sugawara Kaoru
- Kato Hisato
- Yamazaki Yusuke
- Terada Minori
- Emoto Akira
- Morimiya Ryu
- Kato Takeshi
- Matsumura Tatsuo
- Okamoto Aya
- Okina Megumi
- Takaoka Saki
- Tsutsumi Shinichi
- Sugimoto Aya
- Achiwa Satomi
- Miyazaki Aoi
- Shinagawa Toru
- Asari Yosuke

## Produção
- Roteiro Original: Funabashi Seiichi (舟橋聖一)
- Escritor: Nakajima Takehiro (中島丈博)
- Música: Ikebe Shinichiro (池辺晋一郎)